# Admiral Cowan
Admiral Cowan (Ex-HMS Sandown) ist ein Minenjagdboot der estnischen Marine. Es ist das Typschiff der Sandown-Klasse der Royal Navy. Die Admiral Cowan ist das erste von drei Booten dieser Klasse, welche die estnischen Seestreitkräfte 2006 von der Royal Navy erworben haben.

## Geschichte
Die Sandown wurde als erstes der fünf Booten des ersten Bauloses der gleichnamigen Schiffsklasse in der Werft der VT Group im Vereinigten Königreich gebaut. Das Boot wurde am 16. April 1988 vom Stapel gelassen und von der Royal Navy am 9. Juni 1989 in Dienst gestellt. Unter anderem auch vor dem Hintergrund der veränderten Lage am Anfang des 21. Jahrhunderts wurden die Sandown und zwei Schwesterschiffe, Bridport und Inverness, außer Dienst gestellt und an die Marine Estlands verkauft.
Dort wurden die Boote reaktiviert und in die Minenabwehrdivision (Miinilaevade Divisjon) eingegliedert. Ihren neuen Namen erhielt sie nach Admiral Sir Walter Henry Cowan, der die britischen Marinestreitkräfte in der Ostsee zur Intervention im russischen Bürgerkrieg führte, um Marineunterstützung für Estland während des Estnischen Freiheitskrieges zur Verfügung zu stellen. Seit der Außerdienststellung der Admiral Pitka im Jahr 2013 ist die Admiral Cowan das Flaggschiff der estnischen Seestreitkräfte.

## Zweite Dienstzeit (estnische Marine)

### Aufgaben
- Sicherheit und Freiheit in estnischen Gewässern gewährleisten
- Minenräumen
- Seenotrettungsdienst
- Beteiligung an Einsätzen im Rahmen von BALTRON
- Vertretung Estlands bei internationalen Übungen und Operationen
- Zusammenarbeit mit dem Grenzschutz
- Ausbildung der Besatzung

### Schiffswappen und -motto
Das Schiffswappen wurde von Queen Elizabeth am 20. Oktober 2006 in Tallinn enthüllt. Das Wappen stellt ein rotes Andreaskreuz und eine rote Lilie auf einem silbernen Schild dar. Der Schild ist in einem blauen Ring platziert, der wiederum von einem goldenen Schiffseil umgeben ist. Das Schiffswappen basiert auf dem Familienwappen von Walter Cowan. Es wurde von Priit Herodes entworfen. Das Schiffsmotto lautet in Latein Ad Omnia Paratus – auf Deutsch „Immer bereit“ oder „Für alles bereit“ / „Auf alles vorbereitet“.

### Kommandanten
- Kaptenmajor Johan-Elias Seljamaa
- Vanemleitnant Janek Naur[3]
- Vanemleitnant/Kaptenmajor Tanel Leetna
- Vanemleitnant/Kaptenmajor Ardo Riibon (2017–2019)
- Kaptenmajor Tanel Kangro (2019–2021)
- Vanemleitnant/Kaptenmajor Märt Uuemaa (2021–2024)
- Vanemleitnant Jaanus Pulk-Piatkowski (seit 2024)